# 1863
1863 (số La Mã: MDCCCLXIII) là một năm thường bắt đầu vào thứ Năm trong lịch Gregory.

## Mất
- 10 tháng 2 – Nguyễn Phúc Nhàn Tuệ, phong hiệu Mỹ Thuận Công chúa, công chúa con vua Minh Mạng (s. 1835).
- 24 tháng 3 – Nguyễn Phúc Nhàn Tĩnh, phong hiệu Thuận Hòa Công chúa, công chúa con vua Minh Mạng (s. 1832).
- 19 tháng 4 – Nguyễn Phúc Hồng Phi, tước phong Vĩnh Quốc công, hoàng tử con vua Thiệu Trị (s. 1835).
- 12 tháng 4 – Đỗ Thị Tâm, phong hiệu Thất giai Quý nhân, thứ phi của vua Minh Mạng (s. 1809).
- 27 tháng 4 – Nguyễn Phúc Vĩnh Thụy, phong hiệu Phú Phong Công chúa, công chúa con vua Minh Mạng (s. 1824).
- 15 tháng 8 – Nguyễn Phúc Hồng Tiệp, tước phong Mỹ Lộc Quận công, hoàng tử con vua Thiệu Trị (s. 1840).
- 16 tháng 8 – Nguyễn Phúc Bính, tước phong Định Viễn Quận vương, hoàng tử con vua Gia Long (s. 1797).
- 17 tháng 8 – Nguyễn Phúc Miên Quân, tước phong Hòa Quốc công, hoàng tử con vua Minh Mạng (s. 1828).
- 24 tháng 8 – Nguyễn Phúc Miên Lương, tước phong Sơn Tĩnh Quận công, hoàng tử con vua Minh Mạng (s. 1826).
- 2 tháng 9 – Nguyễn Phúc Miên Khoan, tước phong Lạc Biên Quận công, hoàng tử con vua Minh Mạng (s. 1826).
- 30 tháng 9 – Nguyễn Phúc Trinh Đức, phong hiệu An Trang Công chúa, công chúa con vua Minh Mạng (s. 1818).
- 8 tháng 10 – Lê Thị Ái, phong hiệu Lục giai Tiệp dư, thứ phi của vua Minh Mạng (s. 1799).